# Голлі-Спрінгс (Джорджія)
Голлі-Спрінгс (англ. Holly Springs) — місто (англ. city) в США, в окрузі Черокі штату Джорджія. Населення — 16 213 особи (2020).

## Географія
Голлі-Спрінгс розташоване за координатами 34°10′3″ пн. ш. 84°29′4″ зх. д. / 34.16750° пн. ш. 84.48444° зх. д. (34.167602, -84.484445).  За даними Бюро перепису населення США в 2010 році місто мало площу 17,28 км², з яких 17,01 км² — суходіл та 0,27 км² — водойми.

## Демографія
Згідно з переписом 2010 року, у місті мешкало 9189 осіб у 3330 домогосподарствах у складі 2500 родин. Густота населення становила 532 особи/км².  Було 3695 помешкань (214/км²).
Расовий склад населення:
| - 85,7 % — білих - 7,2 % — чорних або афроамериканців - 1,8 % — азіатів - 0,3 % — корінних американців - 2,7 % — осіб інших рас |

До двох чи більше рас належало 2,3 %. Частка іспаномовних становила 7,9 % від усіх жителів.
За віковим діапазоном населення розподілялося таким чином: 29,4 % — особи молодші 18 років, 64,0 % — особи у віці 18—64 років, 6,6 % — особи у віці 65 років та старші. Медіана віку мешканця становила 32,8 року. На 100 осіб жіночої статі у місті припадало 96,0 чоловіків;  на 100 жінок у віці від 18 років та старших — 92,5 чоловіків також старших 18 років.
Середній дохід на одне домашнє господарство  становив 78 773 долари США (медіана — 67 488), а середній дохід на одну сім'ю — 87 281 долар (медіана — 81 228). Медіана доходів становила 61 672 долари для чоловіків та 45 042 долари для жінок. За межею бідності перебувало 13,9 % осіб, у тому числі 18,9 % дітей у віці до 18 років та 0,0 % осіб у віці 65 років та старших.
Цивільне працевлаштоване населення становило 4783 особи. Основні галузі зайнятості: освіта, охорона здоров'я та соціальна допомога — 22,0 %, науковці, спеціалісти, менеджери — 13,1 %, роздрібна торгівля — 12,6 %.